# اتصالات موحدة
الاتصالات الموحدة Unified communications أو UC. هو تحقيق التكامل بين خدمات الاتصالات في الوقت الحقيقي Real-time communication مثل المراسلة الفورية (الدردشة)instant messaging، معلومات التواجد presence information، والاتصالات الهاتفية IP telephony (بما في ذلك الاتصالات الهاتفية IP)، ومؤتمرات الفيديو video conferencing وتشارك البيانات (بما في ذلك الألواح البيضاء الالكترونية المتصلة بالويب وتعرف أيضا باسم IWB أو اللوحات البيضاء التفاعلية سبورة تفاعلية) ، سيطرة الاستدعاء التحكم في المكالمات والتعرف على الكلام speech recognition مع خدمات الاتصالات الوقت غير-الحقيقي non-real-time communication مثل الرسائل الموحدة unified messaging (البريد الصوتي المتكامل voicemail، والبريد الإلكتروني e-mail، والرسائل القصيرة SMS والفاكس FAX) .
ليس بالضرورة أن تكون الاتصالات الموحدة منتج واحد، ولكن مجموعة من المنتجات التي توفر موحدة متسقة، واجهة المستخدم وتجربة المستخدم عبر وسائل متعددة ووسائط متعددة.
في أوسع معانيها، يمكن أن يشمل الاتصالات الموحدة جميع أشكال الاتصالات التي تم تبادلها عبر وسط من شبكة TCP / IP لتشمل غيرها من أشكال الاتصالات مثل تلفزيون بروتوكول الإنترنت (IPTV)أو Internet Protocol Television واتصالات الإشارات الرقمية Digital Signage لأنها أصبحت جزءا متكاملاً من نشر شبكة الاتصالات قد تكون الاتصالات موجهة واحد - واحد one-to-one communications أو اتصالات بث broadcast communications واحد - العديد .
يسمح الاتصالات الموحدة للفرد بإرسال رسالة على أحد الاوساط، وتظهر نفس الرسالة على وسط آخر. على سبيل المثال، يمكن للمرء أن يحصل على رسالة البريد الصوتي واختيار للوصول إليه من خلال البريد الإلكتروني أو الهاتف الخليوي. إذا كان المرسل متواجد، حسب معلومات التواجد، ويتقبل حاليا المكالمات، والرد فيمكن أن يتراسل على الفور من خلال دردشة النص أو مكالمة فيديو. خلاف ذلك، قد يتم إرسالها على شكل رسالة الوقت غير الحقيقي التي يمكن الوصول إليها من خلال مجموعة متنوعة الوسائط.

## وصلات خارجية
- Telepresence24.com - Independent Unified Communications Blog